# فناسمید
فناسمید (انگلیسی: Phenacemide) یک داروی ضد تشنج از دسته اورئید (استیل اوره) است. این یک آنالوگ ترکیبی و حلقه باز شده از فنی‌توئین (هیدانتوئین) است و از نظر ساختاری با باربیتورات‌ها و سایر هیدانتوئین‌ها مرتبط است.